# Kostel svaté Markéty (Městec Králové)
Kostel svaté Markéty je novorománský kostel v centru Městce Králové v okrese Nymburk. Interiéru kostela vévodí oltář s obrazem svaté Markéty.

## Historie
Podle pověsti byl kostel založen Přemyslem Otakarem II. První historická zmínka o kostele pochází z roku 1384. Po roce 1792 došlo k požáru kostela a ten byl nově vystavěn jako pozdně barokní v roce 1794. V roce 1846 byl kostel novorománsky přebudován podle architektonického návrhu Aloise Turka. Turkova novorománská úprava je jedním z nejstarších použití tohoto slohu na českém území. Součástí přestavby bylo také zvýšení věže.
V roce 2007 byl kostel zapsán na seznam kulturních památek.

## Architektura
Jedná se o jednolodní stavbu obdélníkového půdorysu s půlkruhově uzavřeným presbytářem, sakristií na severní straně a s hranolovou věží na jihozápadní straně. Okna jsou oblouková, dveře většinou pravoúhlé. Fasáda v novorománském stylu je členěná lizénovými rámci a obloučkovým vlysem. Hlavní vstup do kostela je v západním průčelí, jedná se o obloukové dveře zdůrazněné portikem se stříškou. Střecha kostela je sedlová, nad presbytářem a sakristií valbová, střecha věže osmiboká jehlancová.
Interiér kostela je zaklenut třemi plackovými klenbami, sakristie je plochostropá. Kruchta s dřevěnou balustrádou je nesena dvěma sloupy. Okna presbytáře jsou zdobena vitrajemi.